# 三武一宗の法難
三武一宗の法難（さんぶいっそうのほうなん、中国語：三武之禍、拼音: sān wǔ zhī huò）は、中国の歴代王朝が仏教を弾圧した事件のうち、とりわけ規模が大きく、また後世への影響力も大きかった4人の皇帝による廃仏事件のことである。各皇帝の廟号や諡号をとってこう呼ばれている。三武一宗の廃仏とも。

## 廃仏の状況
北魏の太武帝と唐の武宗とは、道教を保護する一方で仏教を弾圧したが、北周の武帝は、道教も仏教もともに弾圧した。その一方で、通道観という施設を新設し、仏教・道教を研究させている。後に述べるように道教の保護だけに留まらず経済政策の意味もあった。
唐の武宗の仏教弾圧については、その元号をとって会昌の廃仏と呼ばれる。

### 4度の廃仏事件
1. 北魏の太武帝（在位 : 423年 - 452年）の太平真君年間。
2. 北周の武帝（在位 : 560年 - 578年）の建徳年間。
3. 唐の武宗（在位 : 840年 - 846年）の会昌年間。
4. 後周の世宗（在位 : 954年 - 959年）の顕徳年間。

### 各廃仏時の扇惑者とされる人物
- 北魏 : 崔浩（北魏の司徒）・寇謙之（道士）
- 北周 : 衛元嵩（還俗僧）・張賓（道士）
- 唐 : 李徳裕（唐の左僕射）・趙帰真（道士）

## 弾圧政策の内容
弾圧政策の具体的内容は、寺院の破壊（但し、必ずしも施設の破壊を意味する訳ではない。一般施設や住居に転用される場合が多い）と財産の没収、僧の還俗であり、特に後周の世宗の場合は純粋に、寺院の財産を没収するとともに、国家の公認した度僧制度によらず勝手に得度した者（私度僧）や、脱税目的で僧籍を取る者（偽濫僧）を還俗させて税を課そうとする、財政改善を狙った経済政策であった。銅（貨幣の材料）や鉄（武器の材料）という金属を中心とした物資を仏寺中の仏像や梵鐘などから得ることも、当時の情勢（唐の武宗時代の銅銭不足による経済混乱、後周の世宗時代のいわゆる「十国」の再統一事業）からして、差し迫った問題であった。

## 仏教の影響力
軍事面でも、出家して軍籍から離脱する国民が大量に出ることは、戦乱の時代にあっては痛手であった。特に五胡十六国時代には、それまで啓示系の宗教が中国には無かったこともあって、仏教の影響力は絶大で、北斉の史官魏収は、寺3万、僧尼200万と記しており、この数字を鵜呑みにするならば、全人口が1000万にも達しなかったであろう当時の割拠政権にとって、そのような膨大な人口を再び国家に戻すことは、必要に迫られた国家的事業であったと言える。